# ラウターエッケン
ラウターエッケン (独: Lauterecken)はドイツ連邦共和国 ラインラント＝プファルツ州クーゼル郡にある市。ラウターエッケン連合自治体 (独: Verbandsgemeinde Lauterecken) の行政庁所在地である。

## 姉妹都市
- - ソンベルノン(Sombernon) （フランス）